# Rectoraat
Een rectoraat kan meerder betekenissen hebben:
- de waardigheid van een rector;
- de periode dat iemand het ambt van rector bekleedt aan school of universiteit;
- het gebouw van een school of universiteit waar de rector zijn kantoor heeft en waar alle administratie gecentraliseerd is;
- een kerk die onder een rector staat en een zekere mate van onafhankelijkheid geniet binnen een katholieke parochie. In veel gevallen zijn voormalige rectoraten later parochies geworden.

## (Voormalige) rectoraten in Nederland
- Brouwhuis
- Walsberg
- Steyl
- Koningslust

## Huidige rectoraatskerken in Nederland
- Amsterdam:
  - Sint-Agneskerk, toevertrouwd aan de Priesterbroederschap van Sint-Pieter, ten behoeve van gelovigen die gehecht zijn aan de Tridentijnse ritus;
  - Sint-Nicolaasparochie:
    - De Krijtberg of  Sint-Franciscus Xaveriuskerk, toevertrouwd aan de Jezuïeten;
    - Begijnhofkapel of HH. Johannes en Ursulakapel, toevertrouwd aan de Congregatie van het Allerheiligst Sacrament (Sacramentijnen);
    - Onze-Lieve-Vrouwekerk, toevertrouwd aan Opus Dei;
    - Mozes en Aäronkerk of H. Antonius van Paduakerk, toevertrouwd aan Sant'Egidio.

- Onze Lieve Vrouwe ter Nood in Heiloo, rectoraatskerk[bron?] ten behoeve van Mariaverering in het bisdom Haarlem-Amsterdam.
- Dominicanenkerk in Zwolle, toevertrouwd aan de Dominicanen. Rectoraatskerk wil hier zeggen dat het een open kloosterkapel betreft met de rechten van een parochie.
- Onze-Lieve-Vrouw-Onbevlekt-Ontvangenkerk te Evertsoord;[bron?]
- Sacramentskerk te Nijmegen, toevertrouwd aan de Sacramentijnen;
- Kapel in 't Zand te Roermond, toevertrouwd aan de Redemptoristen;
- Toevertrouwd aan het Priesterbroederschap Sint Pius X:
  - Sint-Willibrordkerk te Utrecht, ten behoeve van de Latijnse liturgie en de Tridentijnse ritus;
  - Onze-Lieve-Vrouwe van de Heilige Rozenkranskapel te Leiden ten behoeve van gelovigen die gehecht zijn aan de Tridentijnse ritus;
  - Oude Sint-Clemenskerk te Gerwen ten behoeve van gelovigen die gehecht zijn aan de Tridentijnse ritus;
  - Sint-Maria ter Engelenkapel te Bleijerheide (Kerkrade).